# Макаров, Владислав Валентинович
Владислав Валентинович Макаров (род. 7 февраля 1969, Балаково, Саратовская область) — советский и российский хоккеист, защитник.

## Биография
Начинал играть в Балаково, воспитанник горьковского «Торпедо». Есть информация, что Макаров сыграл несколько минут на позиции вратаря 27 февраля 1986 года в матче высшей лиги «Торпедо» — «Крылья Советов» (3:5) — основной вратарь команды Владимир Воробьёв оказался в больнице, Звягинцева не смогли найти, а начавший матч Сергей Тюляпкин получил травму в первом периоде. Конец периода доиграл Макаров, а после перерыва вышел Воробьёв. Два гола, пропущенные Макаровым, в протоколе были записаны на Звягинцева.
Выступал за «Сокол» Новочебоксарск (1987/88, 1990/91, 2008/09), «Прогресс» Глазов (1987/88 — 1989/90), СКА Свердловск (1989/90), «Итиль» / «Ак Барс» Казань (1990/91 — 1996/97), «Ак Барс-2» (1997/98), «Нефтехимик» Нижнекамск (1997/98 — 2000/01), «Салават Юлаев» Уфа (200102), «Химик» и «Химик-2» (Воскресенск, 2002/03), «Рязань» (2002/03), «Дизель» Пенза (2003/04 — 2004/05), «Газовик» Тюмень (2004/05 — 2005/06), «Ариада» / «Ариада-Акпарс» Волжск (2005/06 — 2008/09).